# Tintinnabulum (Antigua Roma)

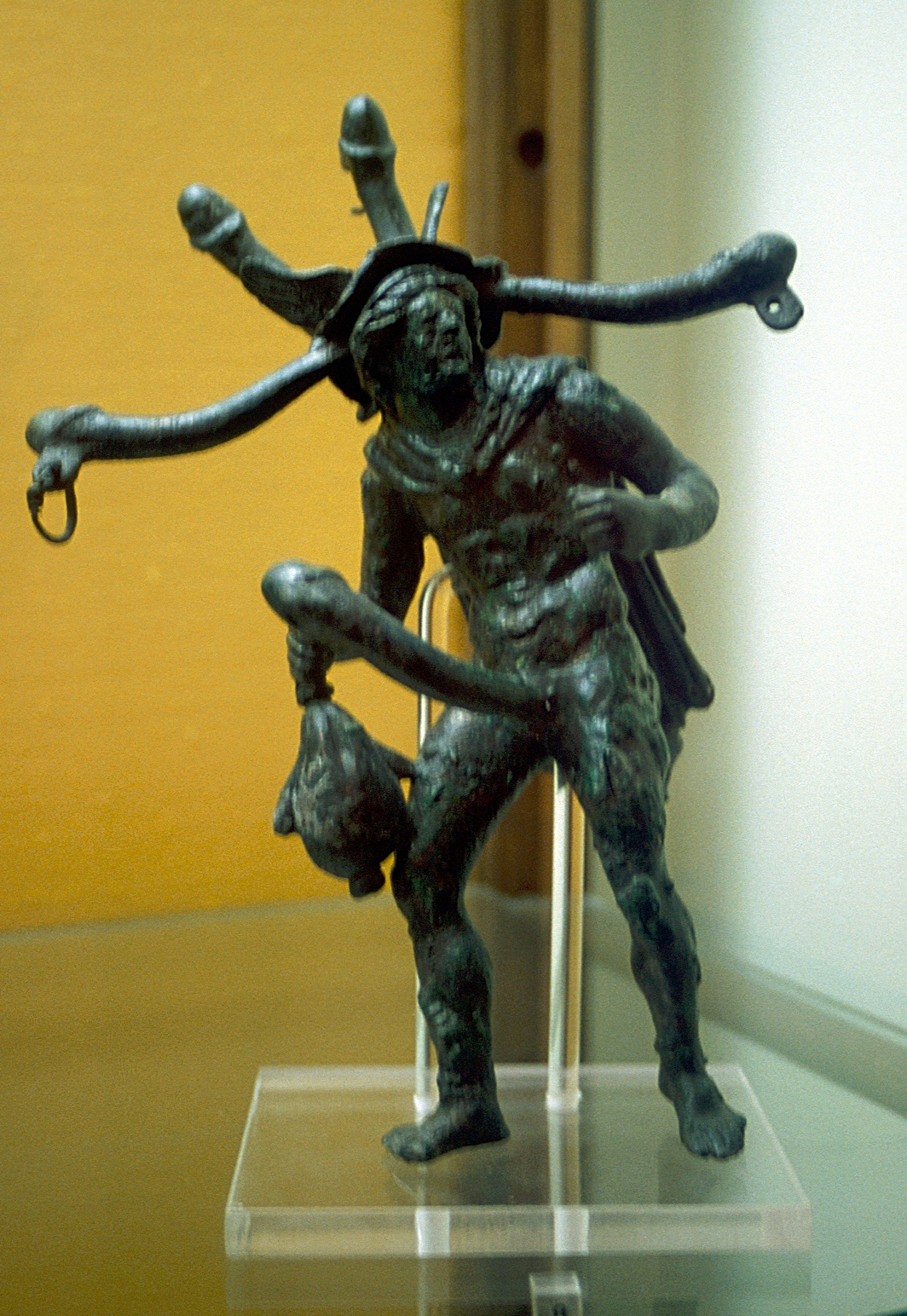
Tintinnabulum multifálico de bronce representando a Mercurio. Pompeya. Museo Arqueológico de Nápoles.

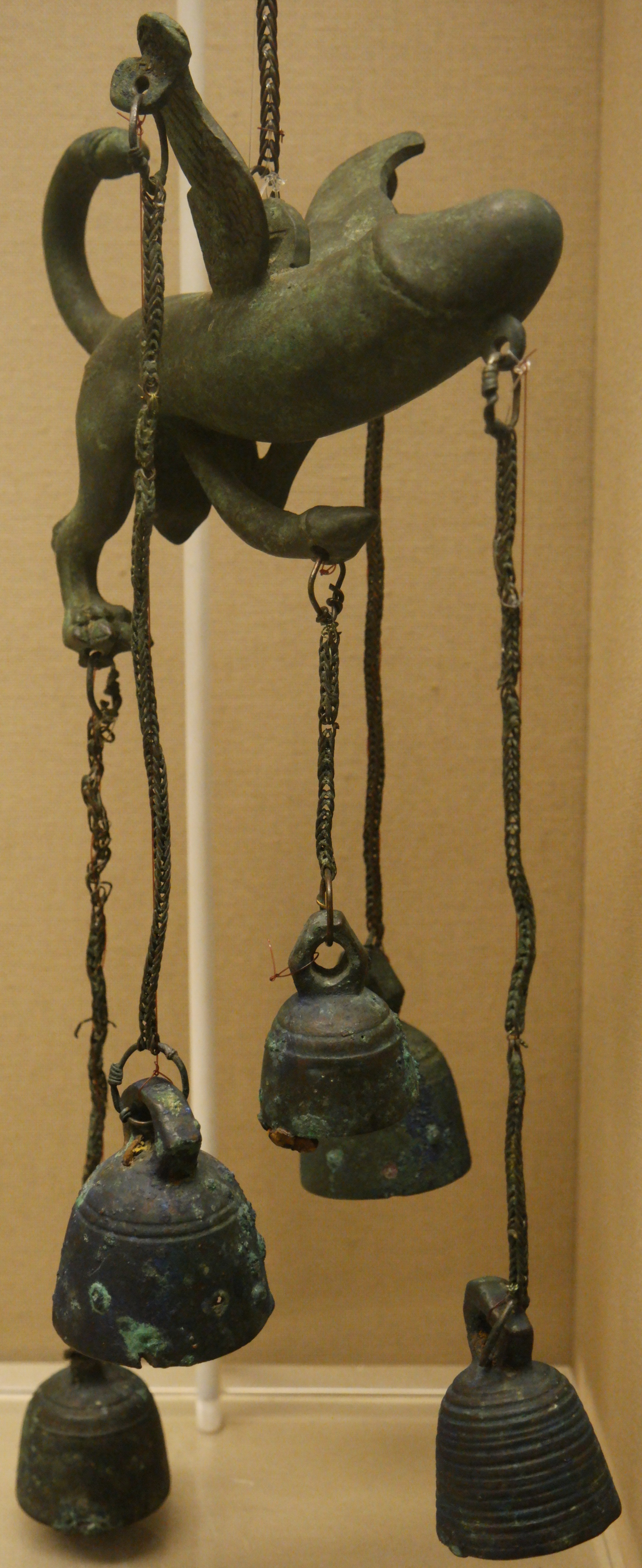
Tintinnabulum de falo de león (British Museum).

Un tintinnabulum o tintinábulo (o menos frecuente, tintinnum) era un tipo de carillón de viento o conjunto de campanillas que tiene su origen en las religiones mistéricas dedicadas a Mitra o a Dioniso de la época de la Antigua Roma. A menudo tomaba la forma de una figura fálica de bronce o fascinum, un falo mágico-religioso pensado para protegerse del mal de ojo y traer buena fortuna y prosperidad.
El tintinnabulum se colgaba al aire libre en lugares como jardines, pórticos, domus y tabernas romanas, donde el viento las hacía sonar. Se creía que el sonido de las campanillas alejaba los malos espíritus similar al papel apotropaico de la campana en el ritual de la "campana, libro y vela" de la Iglesia católica en sus principios.
Se han encontrado campanillas de mano en diferentes santuarios y otros lugares, lo que indica un uso religioso, como las utilizadas en el templo de Júpiter Tonante. Se han encontrado colgantes elaboradamente decorados para los tintinnabula etruscos, representando por ejemplo, mujeres cardando lana, hilando o tejiendo. También eran colgadas las campanillas de los cuellos de los animales domésticos como caballos u ovejas para que fuesen fácilmente localizables, pero tal vez tuviera además, fines apotropaicos.